# Aria teorica di combustione
L'aria teorica di combustione, detta anche semplicemente "aria teorica", definisce la quantità di aria contenente esattamente tanto ossigeno quanto necessario per bruciare in maniera completa una quantità stabilita di combustibile.

## Descrizione
Nel corso della combustione di una sostanza non tutta l'aria viene a contatto con la superficie del combustibile, quindi la combustione deve avvenire in eccesso d'aria, cioè in presenza di una quantità di aria maggiore di quella stechiometricamente necessaria. Considerando che l'aria in eccesso assorbe parte del calore della combustione,  in genere si cerca di ridurre l'eccesso d'aria al minimo necessario, cioè si tenta di essere quanto più vicini possibile all'aria teorica. Infatti utilizzando l'aria teorica si realizza la massima temperatura di combustione, quindi il massimo rendimento termodinamico del ciclo termico.
L'aria teorica dipende dalla natura del combustibile relativo, ed è un limite inferiore teorico alla quantità d'aria effettivamente necessaria per la combustione completa, dato che l'efficienza non è generalmente pari al 100%.
L'eccesso d'aria di solito è nullo in presenza di combustibili gassosi, in cui il mescolamento fra l'aria ed il combustibile è a livello molecolare, mentre sale con combustibili liquidi nebulizzati o solidi polverizzati in modo molto fine, per arrivare  a valori notevolmente elevati con combustibili solidi di grossa pezzatura.

## Calcolo
L'aria teorica di combustione viene calcolata mediante la seguente relazione:
{\displaystyle m_{at}=m_{f}\phi \zeta } ,
dove mat è la  massa di aria teorica, mf è la massa di combustibile, {\displaystyle \phi ={\frac {w_{at}}{w_{a}}}} è il  rapporto di equivalenza tra le frazioni massiche di aria teorica ed effettiva, e {\displaystyle \zeta ={\frac {w_{a}}{w_{f}}}}  il  rapporto di alimentazione cioè quello tra le frazioni massiche nella miscela di aria e combustibile.